# Upie
Upie is een gemeente in het Franse departement Drôme (regio Auvergne-Rhône-Alpes). De plaats maakt deel uit van het arrondissement Valence. Upie telde op 1 januari 2022 1.532 inwoners.

## Geografie
De oppervlakte van Upie bedraagt 19,53 vierkante kilometer; de bevolkingsdichtheid is 78 inwoners per km² (per 1 januari 2019).

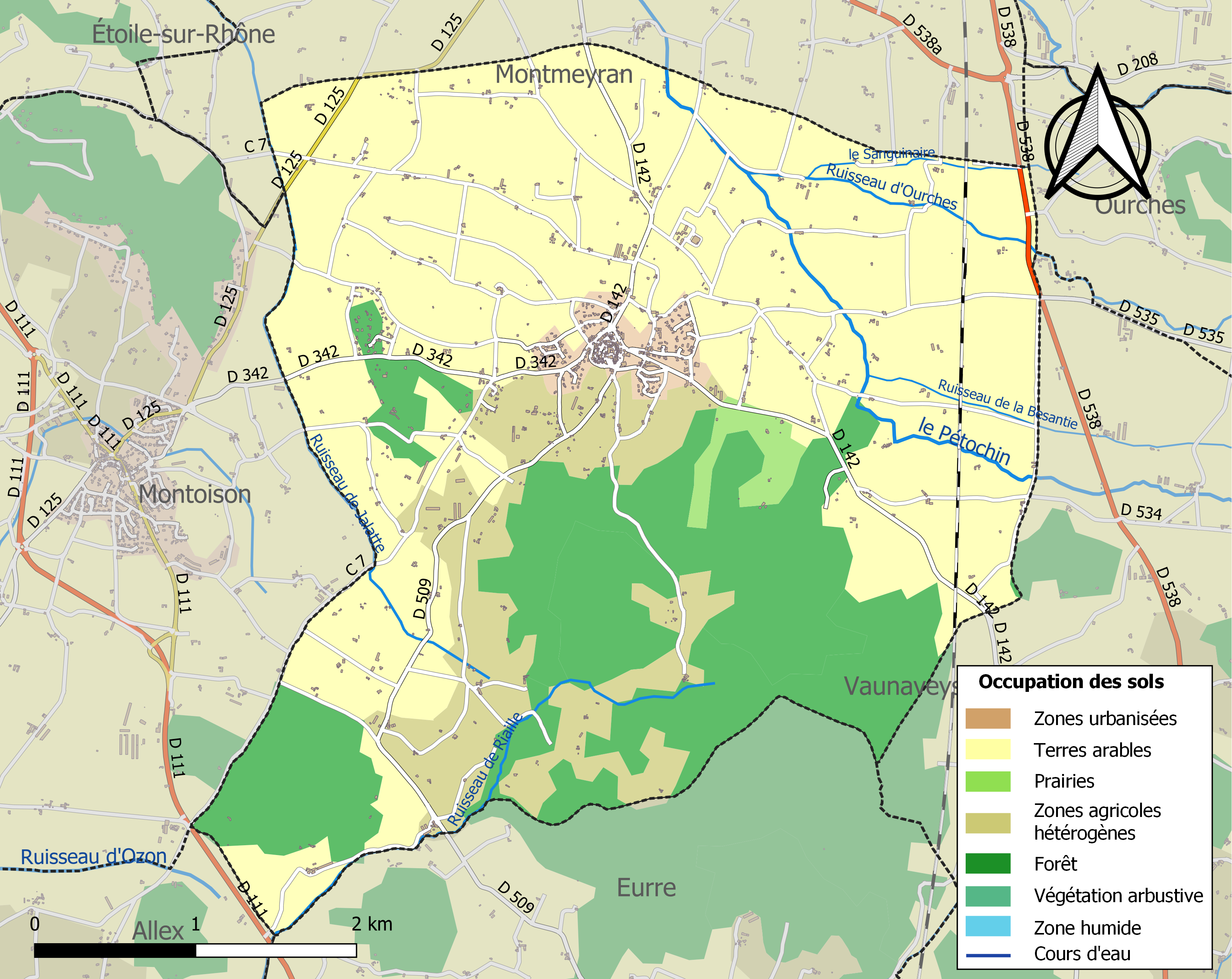
Kaart van de gemeente met belangrijkste infrastructuur, bodemgebruik en omliggende gemeenten

## Demografie
Onderstaande figuur toont het verloop van het inwonertal (bron: INSEE-tellingen).

## Afbeeldingen

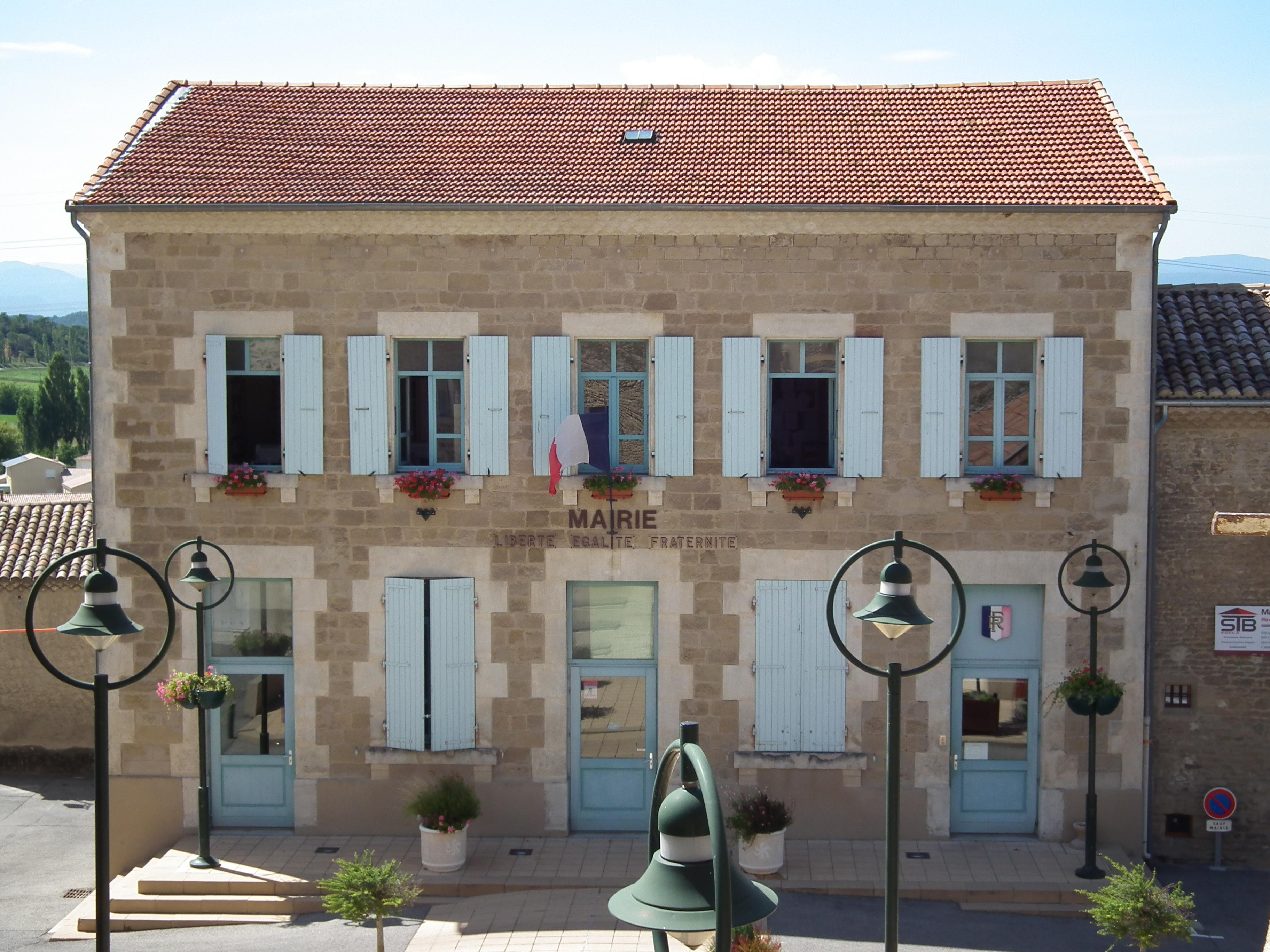
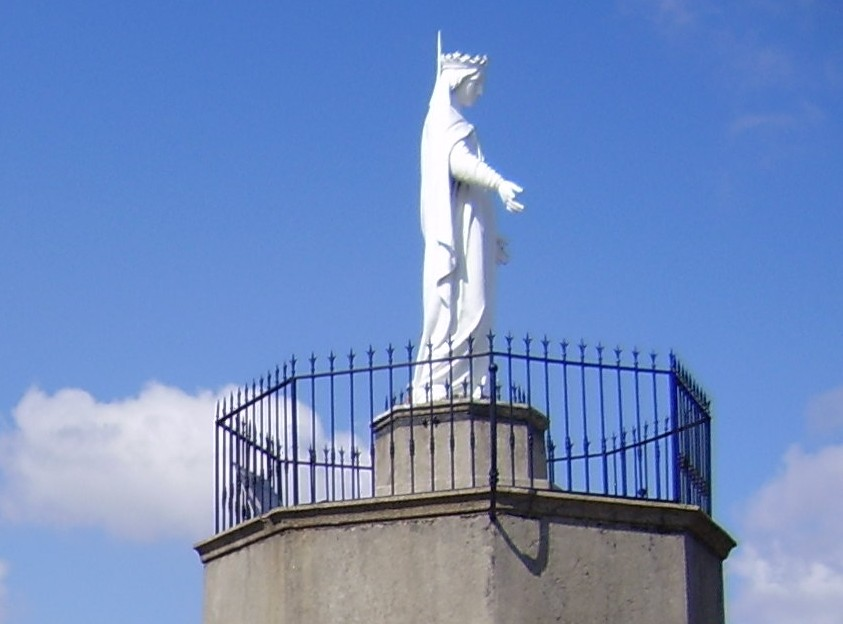
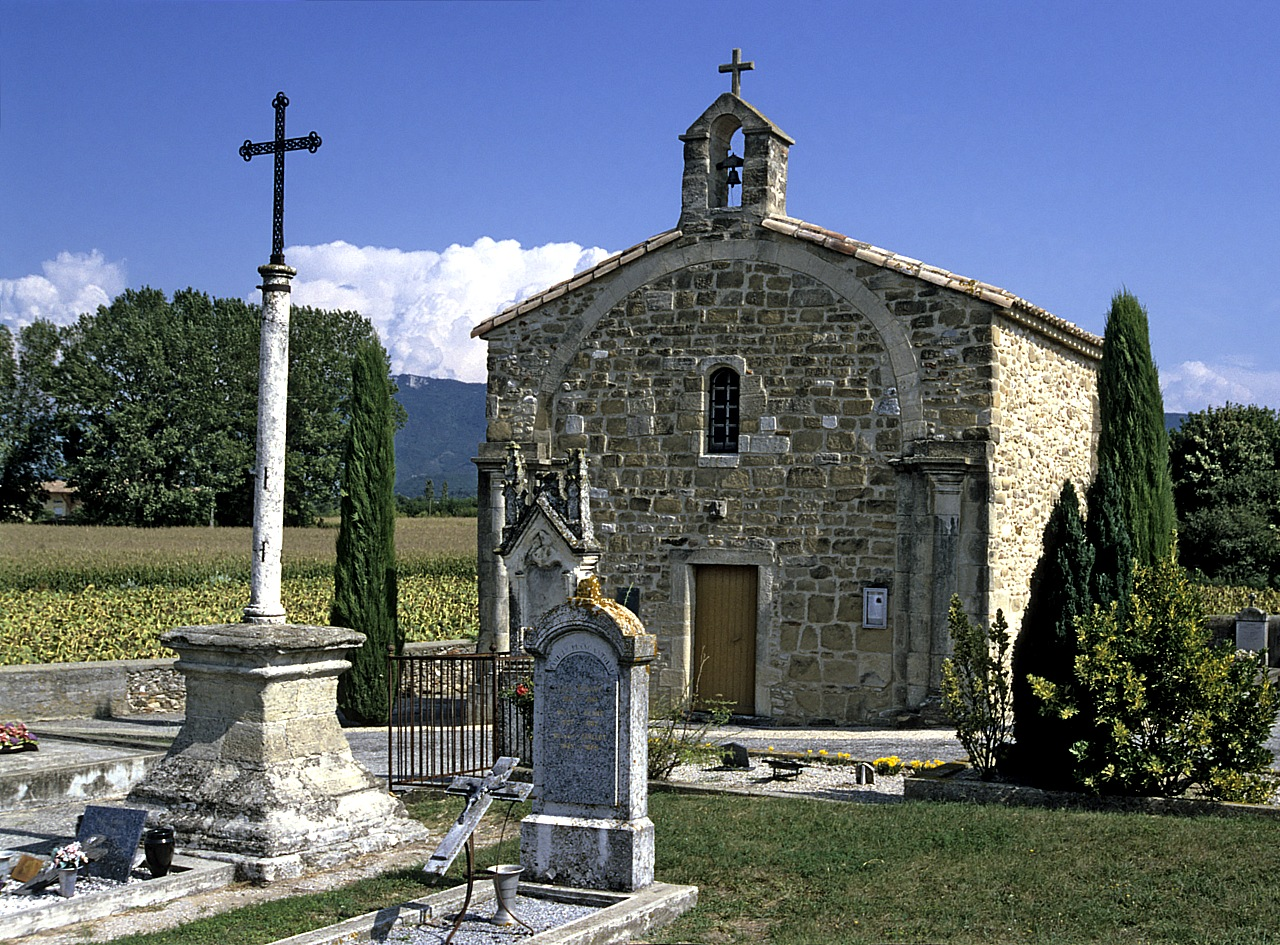